# Chrysanthrax quadripunctata
Chrysanthrax quadripunctata är en tvåvingeart som beskrevs av Cole 1923. Chrysanthrax quadripunctata ingår i släktet Chrysanthrax och familjen svävflugor.
Artens utbredningsområde är Sonora (Mexiko). Inga underarter finns listade i Catalogue of Life.